# Горячево (Псковская область)
Горячево — деревня в Опочецком районе Псковской области. Входит в состав Болгатовской волости
Расположена, в 22 км к северо-востоку от города Опочка и в 2 км к юго-западу от деревни Болгатово.
Численность населения по состоянию на 2000 год составляла 49 человек, на 2011 год — 19 человек.